# حواصیل سرسیاه
حواصیل سرسیاه (نام علمی: Ardea melanocephala) پرنده‌ای آبچر از خانوادهٔ حواصیلان است که در بیشتر مناطق کشورهای جنوب صحرای آفریقا و ماداگاسکار یافت می‌شود. این پرنده عمدتاً غیرمهاجر است اما برخی از حواصیل‌های سرسیاه غرب آفریقا در فصول بارانی به سمت نواحی شمالی قاره مهاجرت می‌کنند.

## ویژگی‌ها
حواصیل سرسیاه پرنده‌ای بزرگ‌جثه است و از نظر اندازه تقریباً به بزرگی حواصیل خاکستری است. قد این پرنده در حالت ایستاده به ۸۵ سانتی‌متر می‌رسد و فاصلهٔ بین دو سر بال‌هایش ۱۵۰ سانتی‌متر است. این حواصیل از نظر ظاهری نیز به حواصیل خاکستری شباهت دارد با این تفاوت که پرهایش کمی تیره‌رنگ‌تر هستند. بیشتر پرهای قسمت بالاتنهٔ حواصیل سرسیاه خاکستری‌رنگند و در قسمت زیر بدن کمرنگتر می‌شوند. همچنین منقار آن بلند و تیره‌رنگ است.
این پرنده پروازی آرام دارد و گردنش را به‌هنگام پرواز همچون دیگر حواصیل‌ها و بوتیمارها جمع می‌کند. این عمل مشخصهٔ این نوع پرندگان است و باعث تمیزدادن آنها از درناها، لک‌لکها و کفچه‌نوکهایی می‌شود که گردنشان را به‌هنگام پرواز کشیده نگاه می‌دارند. پوشپرهای سفیدرنگ زیر بال‌های حواصیل سرسیاه در زمان پرواز پرنده کاملاً قابل توجه است.

## تولید مثل
تولید مثل پرنده معمولاً در فصل‌هایی که آب و هوا مرطوب است و در کلونی‌هایی در درختان، نیزارها یا صخره‌ها صورت می‌پذیرد. این پرنده لانهٔ بزرگی از ترکه‌های چوبی ساخته و بین ۲ تا ۴ تخم در آن می‌گذارد.

## تغذیه
حواصیل سرسیاه اغلب در آب‌های کم‌عمق به جستجوی غذا می‌پردازد و با منقار تیز بلند و نیزه‌مانندش ماهیان یا قورباغه‌ها را شکار می‌کند. این پرنده حتی در نواحی دور از آب نیز شکارچی ماهری است و می‌تواند حشرات، پستانداران و پرندگان کوچک را صید نماید. بدین منظور او یا مدتی را بی‌حرکت به انتظار شکارش می‌ایستد یا به آرامی آن را تعقیب می‌کند.

## نگارخانه

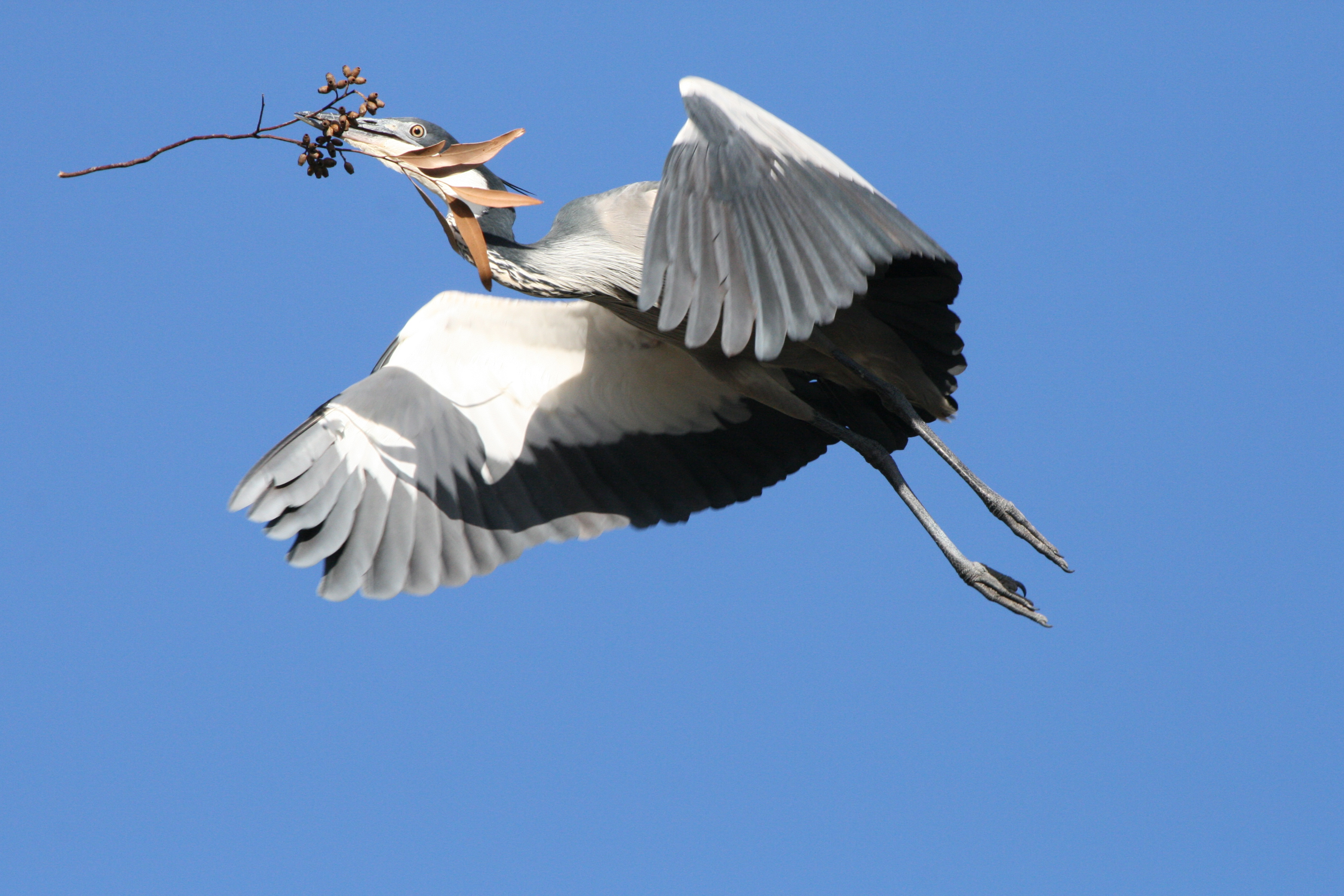
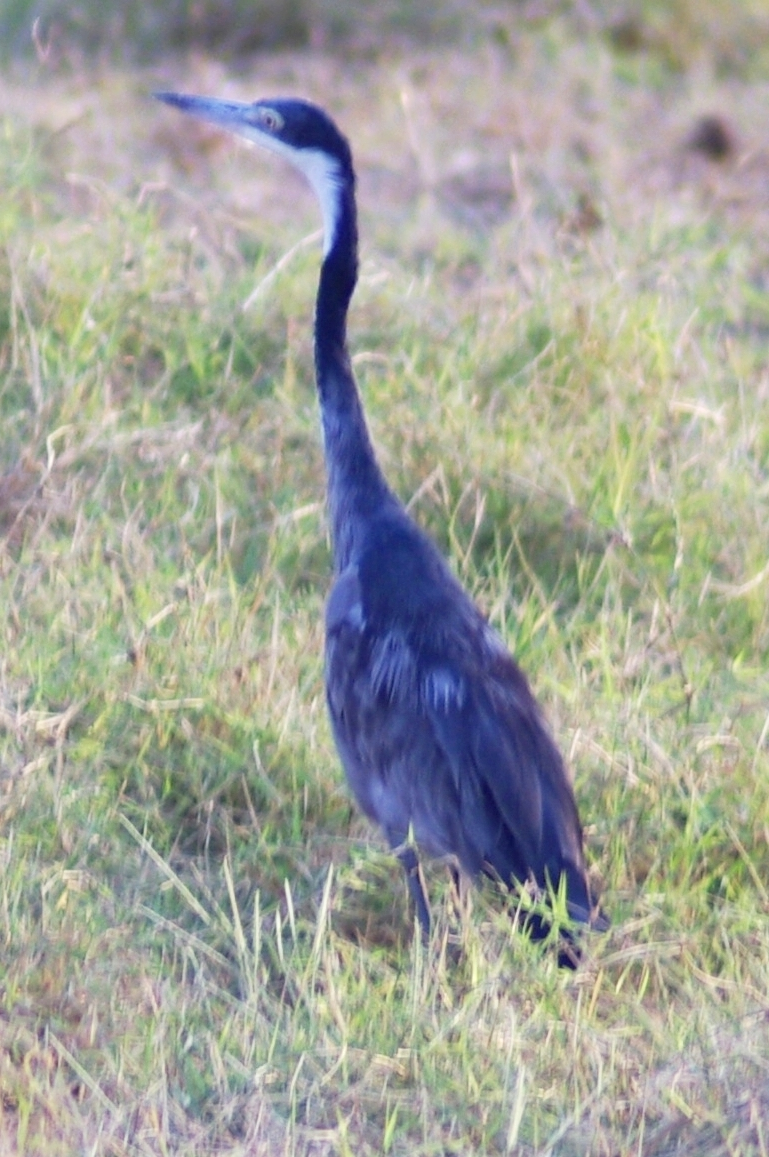
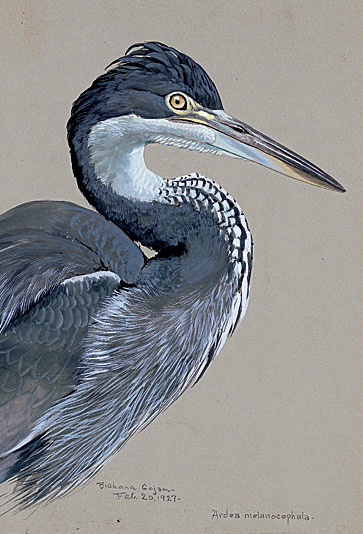
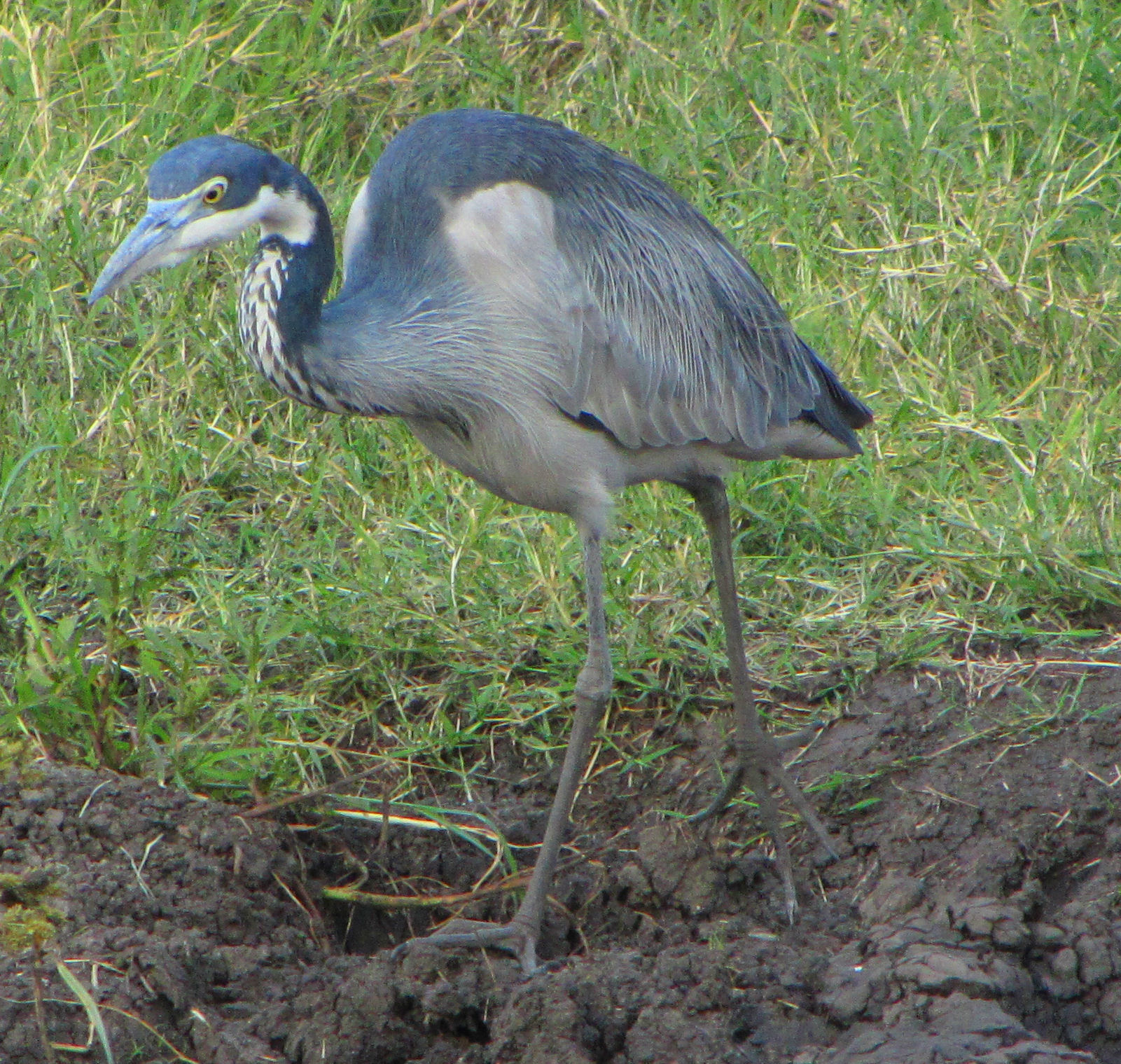